# Zerreißet, zersprenget, zertrümmert die Gruft
Zerreißet, zersprenget, zertrümmert die Gruft (Rompez, pulvérisez, fracassez la caverne) (BWV 205), est une cantate de Johann Sebastian Bach composée à Leipzig en 1725 comme Dramma per Musica pour la célébration de l'anniversaire d'Auguste Frédéric Müller, professeur à l'université de Leipzig. Elle est également nommée Der Zufriedengestellte Äolus (Éole apaisé).
La cantate fut donnée le vendredi 3 août 1725.
Le texte est de Christian Friedrich Henrici (Picander).

## Structure et instrumentation
La cantate est écrite pour trois trompettes, timbale, deux cors, deux flûtes traversières, deux hautbois, hautbois d'amour, viole d'amour, viole de gambe, deux violons, alto et basse continue, quatre solistes : Pallas (soprano), Pomona (alto), Zéphyr (ténor), Éole (basse) et chœur à quatre voix.
Il y a quinze mouvements :
1. chœur : Zerreisset, zersprenget, zertrummert die Gruft
2. récitatif (basse) : Ja! ja! die Stunden sind nummehro nah
3. aria (basse) : Wie will ich lustig lachen
4. récitatif (ténor) : Gefurcht'ter Aeolus
5. aria (ténor) : Frische Schatten, mein Freude
6. récitatif (basse) : Beinahe wirst du mich bewegen
7. aria (alto) :  Konnen nicht die roten Wangen
8. récitatif (soprano, alto) : So willst du, grimm'ger Aeolus, gleich wie ein Fels
9. aria (soprano) : Angenehmer Zephyrus
10. récitatif (soprano, basse): Mein Aeolus, ach! store nicht die Frohlichkeiten
11. aria (basse) : Zurucke zurucke, geflugelten Winde
12. récitatif (soprano, alto, ténor)  : Was Lust! Was Freude! Welch Vergnugen!,
13. aria (alto, ténor) : Zweig' und Aeste zollen dir
14. récitatif (soprano) : Ja, ja! ich lad' euch selbst zu dieser Feier ein,
15. chœur : Vivat! August, August vivat